# Ramón de la Fuente Sánchez
Ramón de la Fuente Sánchez fue un historietista español (Santander, 2 de febrero de 1931 - Barcelona, 1984), hermano de los también dibujantes Víctor y Chiqui de la Fuente.

## Introducción
Los tres hermanos, además de sus vínculos sanguíneos, han presentado en sus trabajos múltiples similitudes. Emigrantes en su temprana juventud, inician su ininterrumpida actividad profesional en la historieta mediados los años 40/50, alcanzando la notoriedad cuando decidieron hacer por su cuenta y riesgo historietas independientes y consiguiendo sobrevivir de ello, con pequeñas incursiones en la ilustración de portadas o libros.
Otra característica común es la constante lucha que mantuvieron en defensa de los derechos de autor, especialmente Ramón (primer presidente del Club DHIN). Los hermanos De la Fuente fueron pioneros entre los autores que exigieron a los editores la restitución de los originales y sus derechos de publicación. Salvo la etapa inglesa tanto Víctor como las viudas de Chiqui y Ramón, Carmen y María Rosa, conservan la práctica totalidad de los originales de las obras que realizaron.

## Biografía

### Infancia y juventud
Ramón de la Fuente nació el 2 de febrero de 1931 en Santander donde sus padres regentaban un restaurante. La vida y obra de Ramón estuvo profundamente marcada por la enfermedad. A las pocas semanas de su nacimiento, por prescripción facultativa hubo de ser trasladado a la montaña, en donde pudiera respirar un aire limpio que le ayudara a combatir el asma y las alergias que padecía. Eligen como destino Ardisana de Llanes, en las inmediaciones de los Picos de Europa, de donde procedían sus padres.
Con apenas un par de lustros se traslada a Gijón en donde su familia reside desde hace tiempo, concretamente en la calle Marqués de Casa Valdés. En esta ciudad pasó parte de su infancia y su temprana juventud.
De muy joven trabajó de botones en el Banco Gijón. Sus padres pronto detectaron su afición y le enviaron a un profesor particular de dibujo. 
En la etapa en que él y Chiqui vivieron en Madrid acompañando a su madre en su periplo de traslados, frecuentaron un estudio de Gloria Fuertes. 
El 16 de junio de 1984 falleció en Barcelona Ramón de la Fuente.

## El estilo
Resulta sumamente difícil hablar del estilo de realización de historietas de este autor. Inevitablemente se ha de citar a su hermano Víctor con el que compartió muchas de sus virtudes. Semejanza de estilo que le supuso un gran hándicap en su vida profesional, al menos en lo que se refiere a su reconocimiento entre el público lector y la crítica. 
Existe una anécdota que corrobora con amplitud lo escrito en relación con la semejanza en entre ambos. En el año 2000 se montó en la sala de Arte Borrón de Oviedo, dentro de las actividades paralelas del Salón del Cómic del Principado, una exposición con el título de Astures Internacionales. En ella se exhibían veinte originales de Víctor y diez  de Ramón. Se colocaron unos a continuación de los otros. El día de la inauguración estuvo presente un coordinador del Museo de Bellas Artes de Asturias. Cuando esta a mitad de los trabajos expuestos de Ramón, después de haber visto todos los de Víctor, le dice al Director del Salón que le gustaría organizar una exposición en el Museo con todas aquellas obras y otras más de Víctor. Evidentemente no se había percatado de que el nombre del autor había cambiado y que estaba ante la obra de Ramón. Sin embargo hay una diferencia muy notable en como confeccionan sus dibujos. Mientras Víctor aboceta muy poco, incluso ha llegado a realizar la tinta sin bocetos, Ramón lo hacía con gran detalle, hasta tal punto que cualquiera podría entintar sus bocetos por su grado de acabado. 
De estilo realista, posee gran dominio de la anatomía de cualquier tipo de ser vivo y en cualquier posición. Su concepción de la página fue muy tradicional mientras dibujó por encargo y con guiones ajenos. Un cambio radical se produjo cuando decidió trabajar sin imposiciones editoriales o de agencia y haciendo sus propios guiones. Fue entonces cuando surgió el artista que llevaba dentro y sus dibujos comienzan a apartarse de su semejanza con Víctor y adquieren valores propios, como son una concepción de la página muy avanzada y un espectacular dominio del color y de recursos inusuales en él, como puede ser el uso de lejía para crear efectos visuales en el dibujo. Siempre demostró calidad de colorista, utilizando el cromatismo no como elemento embellecedor, sino como componente sintáctico y expresivo. Sus dibujos son impactantes cuando se lo propone, pero con gran sentido estético, muy ricos en trabajo y con gran sentido del movimiento. En blanco y negro su entintado es un tanto tosco, lo que le resta elegancia y sensación de movimiento, carencias que no posee cuando emplea el color en sus dibujos. Su trabajo en color directamente sobre el papel es el de un maestro.

## Obra
| Años | Título                                | Guionista    | Tipo                          | Publicación                                                           |
| ---- | ------------------------------------- | ------------ | ----------------------------- | --------------------------------------------------------------------- |
| 1955 | Aventuras del FBI núm. 140, 146 y 148 | VV. AA.      | Serial                        | M. Rollán                                                             |
| 1957 | Aventuras de dos periodistas          | Eduardo Juan | Serie                         | Balalín                                                               |
| 1957 | Ponny Durango                         |              | Serie con Víctor de la Fuente | Balalín, Cómics (1972)                                                |
| 1958 | Ránger Juvenil                        |              | Serial                        | Dólar                                                                 |
| 1964 | Danger Man                            |              | Serial                        | Dólar                                                                 |
| 1976 | La Isla del Tesoro                    |              | Álbum monográfico             | Afha: Grandes clásicos ilustrados, núm. 1                             |
| 1976 | Un yanqui en la corte del rey Arturo  | Juanjo Sarto | Álbum monográfico             | Afha: Grandes clásicos ilustrados, núm. 2                             |
| 1976 | Robin Hood                            |              | Álbum monográfico             | Afha: Grandes clásicos ilustrados, núm. 3                             |
| 1976 | La vuelta al mundo en ochenta días    |              | Álbum monográfico             | Afha: Grandes clásicos ilustrados, núm. 4 y Grandes aventuras, núm. 3 |
| 1977 | La flecha negra                       |              | Álbum monográfico             | Afha: Grandes clásicos ilustrados, núm. 5 y Grandes aventuras, núm. 4 |
| 1977 | Veinte mil leguas de viaje submarino  |              | Álbum monográfico             | Afha: Grandes clásicos ilustrados, núm. 7                             |
| 1977 | Miguel Strogoff                       |              | Álbum monográfico             | Afha: Grandes clásicos ilustrados, núm. 8                             |
| 1977 | Viaje al centro de la Tierra          |              | Álbum monográfico             | Afha: Grandes clásicos ilustrados, núm. 9                             |
| 1979 | Dick Turpin                           |              | Serie                         | ¡Zas!                                                                 |
| 1979 | Sunday                                | Víctor Mora  | Serie                         | Selecciones Ilustradas                                                |